# Augustin Jamund
Augustin Jamund (auch Augustinas Jomantas, Jamontas, Jamundus, polnisch Jamantowitz; * um 1525; † 1576) war ein litauischer lutherischer Geistlicher.

## Leben
Jamund war von 1555 bis 1563 lutherischer Pfarrer an der Dorfkirche in Kraupischken (1938–1946; Breitenstein, heute russisch: Uljanowo) und danach litauischer Prediger in Ragnit (Neman).

## Werk
Augustin Jamund veröffentlichte einige litauische Gesänge. Er war Erbe der Bibliothek von Martynas Mažvydas. Um 1545 wurde Simonas Vaišnoras sein Nachfolger. In einem Brief von Fürst Albrecht von Preußen vom 3. Januar 1576 schrieb dieser, dass Jomantas das Neue Testament ins Litauische zu übersetzen angefangen habe.